# Seroki-Wieś
Seroki-Wieś – wieś w Polsce nad Teresinką położona w województwie mazowieckim, w powiecie sochaczewskim, w gminie Teresin. Ma status sołectwa.
Za czasów Królestwa Polskiego istniała gmina Seroki.
W latach 1975–1998 miejscowość administracyjnie należała do województwa skierniewickiego.